# Familiar (The X-Files)
«Familiar» es el octavo episodio de la undécima temporada de la serie de televisión estadounidense de ciencia ficción The X-Files. El episodio fue escrito por Benjamin Van Allen y dirigido por Holly Dale. Se emitió el 7 de marzo de 2018 en Fox.
El programa se centra en agentes especiales del FBI que trabajan en casos paranormales sin resolver llamados expedientes X; centrándose en las investigaciones de Fox Mulder (David Duchovny) y Dana Scully (Gillian Anderson) tras su reincorporación al FBI. En este episodio, Mulder y Scully investigan el brutal ataque animal de un niño pequeño en Connecticut, mientras sospechan que hay fuerzas más oscuras en juego.

## Argumento
En un parque en Eastwood, Connecticut, un niño pequeño llamado Andrew canta un tema musical de un programa infantil mientras juega con su juguete «Mr. Chuckleteeth». Mientras la madre de Andrew, Diane, está distraída con una llamada telefónica, el niño ve una versión de tamaño real de Mr. Chuckleteeth deambulando por el bosque. Cuando se da la vuelta, Andrew ha desaparecido. Mientras Diane busca frenéticamente al niño, Andrew ha seguido a Mr. Chuckleteeth al bosque. Unas horas más tarde, un grupo de investigadores de la policía, incluido el padre de Andrew, Rick, descubre el cadáver destrozado de Andrew.

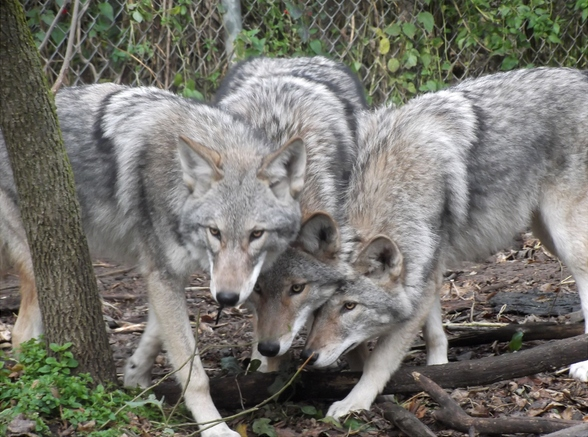
Coyolobos, híbridos de coyote y lobo. En el episodio, Mulder sugiere inicialmente que un coyolobo es el responsable del asesinato de Andrew.

Debido a que el asesinato del hijo de un oficial de la ley pone el caso bajo la jurisdicción del FBI, Fox Mulder y Dana Scully investigan. Si bien Mulder inicialmente sugiere que el culpable podría ser un coyolobo o, más exóticamente, un sabueso infernal, Scully observa durante la autopsia del niño que las lesiones en el cuello que mataron al niño eran más consistentes con haber sido sacudido hasta la muerte; ella sugiere un perfil de un delincuente en serie. Mulder encuentra una sustancia que parece arena o sal en el tobillo del niño. Mientras el pueblo se reúne para llorar la muerte del niño, Mulder acude a la casa del jefe Strong, jefe de la policía local. Mulder señala que tienen varios libros sobre la historia del pueblo, que incluye juicios por brujería. Entrevista a la hija del jefe, Emily, que estaba con Andrew en el parque. Emily le dice a Mulder y a su madre Anna que vio a Mr. Chuckleteeth en el bosque antes de que mataran a Andrew.
De vuelta en el departamento de policía, Rick busca en la base de datos de delincuentes sexuales y encuentra a un hombre llamado Melvin Peter. Cuando Scully y el Jefe Strong buscan a Rick, lo ven corriendo en una patrulla. El jefe Strong y Scully lo persiguen. Rick llega a la casa de Peter e irrumpe, blandiendo un arma. Mulder, Scully y el jefe Strong descubren que Peter no está en casa, pero descubren numerosas fotografías de Peter actuando como payaso en fiestas infantiles. El armario de Peter contiene un mono enjaulado, disfraces de payaso y una máscara y zapatos de Mr. Chuckleteeth. Mientras tanto, Emily es atraída fuera de su casa por un personaje de uno de sus programas para niños que está parado en su césped. Más tarde es encontrada muerta, asesinada de la misma manera que Andrew. Mulder nota un círculo de sal alrededor del cuerpo, lo que sugiere el uso de brujería.
Cuando Peter regresa al vecindario, Rick lo ataca. Mulder confronta al Jefe Strong y lo obliga a admitir que le ha sido infiel a su esposa, sabe que hay brujería involucrada y que Peter no es sospechoso. En el parque, una multitud se reúne para ver a Rick golpear brutalmente a Peter, quien niega haber matado a los niños. Llega la policía y trata de dispersar a la turba; cuando fallan, Mulder dispara su arma al aire. Rick se separa de Peter, pero de repente saca su arma reglamentaria y le dispara a Peter en la cabeza. Después de que Rick es puesto en libertad bajo fianza, se va a casa para confrontar a Diane sobre una aventura que tuvo con el jefe Strong. Diane sale de la casa y se dirige a una autopista. Allí, se encuentra con el sabueso infernal en la forma de Andrew y vuelca su auto cuando se desvía para evitarlo.
Rick irrumpe en la casa del Jefe Strong, donde se encuentra con Mr. Chuckleteeth. Rick persigue a Mr. Chuckleteeth hasta el frente de la casa, donde descubre que el Jefe Strong ha llegado a casa y ahora lo está apuntando con un arma. Mulder y Scully llegan y descubren que el Jefe Strong ha matado a Rick a tiros. Después de huir de su casa, el Jefe Strong encuentra el auto volcado de Diane en la carretera y sigue a lo que parece ser Diane hacia el bosque, sin darse cuenta de su cadáver mutilado en el suelo del bosque (habiendo sido asesinado por el demonio). Mulder y Scully visitan el parque donde desapareció Andrew y se adentran en el bosque. El jefe Strong encuentra a su esposa, Anna, de pie en un círculo de sal en el bosque con un grimorio. Cuando Strong se da cuenta de que su esposa invocó al demonio para vengarse de Diane por la aventura, el sabueso infernal lo mata. Mulder y Scully encuentran a Anna parada sobre el cuerpo del Jefe Strong y corren para detenerla. Anna lanza otro hechizo, lo que hace que estalle repentinamente en llamas y muera. Luego, Scully entrega el grimorio (que misteriosamente no se quemó) a las autoridades y ella y Mulder abandonan la ciudad. Mientras se alejan, una pieza del equipo del patio de recreo comienza a girar por sí sola.

## Producción

### Rodaje
El rodaje de la temporada comenzó en agosto de 2017 en Vancouver, Canadá, donde se filmó la temporada anterior, junto con las cinco primeras temporadas del programa. El episodio fue dirigido por Holly Dale, directora de The X-Files, que fue anunciada en agosto de 2017.

### Escritura
El episodio fue escrito por el guionista Benjamin Van Allen, su primer crédito para la serie. Había trabajado como asistente de los guionistas en la temporada anterior.
Van Allen habló de su inspiración para este episodio en una entrevista:

Siempre me han asustado los personajes de programas de televisión para niños como los Teletubbies. Hay otro programa que vi que inspiró a los Bibble-Tiggles, como los llamamos en el programa, llamado, llamado Boohbahs. Muchos programas para niños como ese, cuando los miras, dices: «Mierda. ¿Cómo voy a dejar que mi hijo vea esto? Es tan extraño». Los programas de televisión para niños siempre me han asustado mucho. Realmente solo quería hacer un episodio clásico de The X-Files. Es un episodio del «monstruo de la semana», pero en realidad no todos los episodios del «monstruo de la semana» tienen un monstruo. Realmente quería tener algún monstruo reconocible para el episodio. Ahí es donde entró el tipo «Mr. Chuckleteeth». Al igual que los clásicos de The X-Files, definitivamente quería establecerlo en un pueblo pequeño. Quería comenzar el episodio en la ciudad con Mulder y Scully y terminar el episodio en la ciudad con Mulder y Scully. Por mucho que me guste todo lo relacionado con The X-Files, no quería ver la oficina de The X-Files, no quería poner a Skinner en este episodio. Quería que fuera un episodio de monstruo de la semana muy clásico e independiente.

La idea de Van Allen para «Mr. Chuckleteeth» vino de una vieja serie de televisión infantil británica llamada Jigsaw, donde un personaje se llama «Mr. Noseybonk».

## Recepción
En su emisión inicial en los Estados Unidos el 7 de marzo de 2018, recibió 3,46 millones de espectadores, lo que representa un aumento con respecto al episodio anterior, que tuvo 3,23 millones de espectadores.
«Familiar» recibió críticas, en general, positivas de los críticos. En Rotten Tomatoes tiene una aprobación del 71 % con una calificación promedio de 6,38 de 10 basado en 7 reseñas. Matt Fowler de IGN afirmó del episodio que fue «un sólido y autónomo monstruo de la semana que se oscurecia bastante por momentos y titubeó un poco en mensajes innecesarios y confusos» y lo calificó con un 7,4 de 10.